# Джимми Юрин
Джеймс Юринджер (англ. James Euringer), широко известный как Джимми Юрин (англ. Jimmy Urine) — американский музыкант, клавишник, вокалист американской группы «Mindless Self Indulgence», а также участник и один из основателей группы «The Left Rights».

## Биография
Джеймс Юринджер родился 7 сентября 1969 года в Нью-Йорке, и вырос там. Окончил католическую среднюю школу. Также учился в художественной школе, но бросил.

## Карьера
Mindless Self Indulgence

Перед началом работы в Mindless Self Indulgence, Джеймс работал со своим братом Маркусом Юринджером, выпустив альбом под названием «Mindless Self-Indulgence». Маркус и Джимми стали членами-учредителями Mindless Self Indulgence и вскоре нашли гитариста Стива Монтано (Стив, Рай?) и барабанщицу Дженнифер Данн (Kitty). Маркус выпустил второй альбом «Crappy Little Demo» с Джимми, прежде чем покинуть группу.
Сторонние проекты

Джеймс также работал над музыкальным проектом, со Стивом Монтано. Они создали 39 трековый альбом под названием «The Left Rights». Они также выпустили второй альбом под названием «Bad Choices Made Easy».
Юринджер является композитором для видеоигры Lollipop Chainsaw, где он озвучивал персонажа Zed.
В 2018 году выпустил сольный альбом "Euringer", в котором есть совместные работы с Grimes, Шанталь Кларет и Джерардом Уэйем.

## Скандалы
В 1999 году Юринджер вытащил свой член на сцену во время выступления с Mindless Self Indulgence в Мичигане, за что провел ночь в тюрьме после ареста за непристойное поведение. В 2020 году он вспоминал: «Из всех людей в том туре меня арестовали за то, что я вытащил свой член и поджег себя. На самом деле, я провел выходные в тюрьме. Мне даже не позвонили. И на мне все еще был весь мой розовый наряд и платье в тюрьме. Это было весело».
В августе 2021 года против Юринджера был подан иск в Верховный суд Нью-Йорка с обвинением в сексуальном насилии над несовершеннолетней. Обвинительница (чья личность осталась анонимной, поскольку на тот момент она была несовершеннолетней) утверждала, что у нее были сексуальные отношения с Юринджером с января 1997 года по июнь 1999 года, начиная с того момента, когда ей было 15 лет, а ему 27.  В иске утверждалось, что Юринджер «обрабатывал и манипулировал [ей], заставляя ее поверить, что его сексуально агрессивное поведение не было преступным и что, занимаясь с ним сексуальной активностью, [она] на самом деле помогала защищать молодых девушек от сексуального насилия».  Юринджер также якобы написал ей письмо, в котором пожелал ей счастливого пятнадцатилетия. В иске было добавлено: «В это время Юринджер действовал и обращался с [ней] так, как будто она была его девушкой, и они находились в отношениях по обоюдному согласию». Утверждается, что он фотографировал ее обнаженной на протяжении всех отношений и просил ее «вести себя как маленький ребенок, сосать большой палец, пускать слюни и писать в штаны» во время полового акта. Он также якобы купил ей поддельное удостоверение личности, чтобы она могла ходить с ним на концерты и пить алкоголь. После того, как она убедилась, что они находятся в отношениях, он якобы пытался скрыть их отношения, сказав ей не вести себя с ним ласково на публике.  В иске утверждалось, что она испытывала эмоциональный стресс с тех пор, как начались отношения. В иске также названы Warner Music Group Corp, бывшая материнская компания WMG Warner Communications LLC, Elektra Entertainment Group и Джеймс Галус, менеджер и продюсер группы. В иске утверждается, что Elektra и Галус знали о поведении Юринджера и способствовали ему и виновны в халатности и пособничестве сексуальному насилию. В нем также утверждается, что Elektra помогала Mindless Self Indulgence разрабатывать футболки для тура с фотографией девочки, когда она была еще несовершеннолетней, и что Галус и руководитель отдела по работе с артистами и репертуаром Elektra видели, как Юринджер трогал и целовал девочку во время сессий звукозаписи группы. Иск против Elektra и WMG был полностью отклонен 31 марта 2023 года,  а Галус был добровольно исключен из иска 26 апреля 2023 года. 26 марта 2024 года все обвинения против Юринджера были отклонены с предубеждением.

## Личная жизнь
18 января 2008 года женился на вокалистке группы Morningwood Шанталь Кларет. В 2019 году у пары родились две дочери-близнеца — Исидора и Джорджи.